# لوکا پارمیتانو
لوکا پارمیتانو (به انگلیسی: Luca Parmitano) فضانورد اهل کشور ایتالیا است که در ۲۷ سپتامبر ۱۹۷۶ میلادی در پاترنو زاده شد. وی در مأموریت اکسپدییشن ۳۶، ۳۷، سایوز تی‌ام‌ای-۰۹ام حضور داشته است.